# Montreuil-le-Henri
Montreuil-le-Henri là một xã thuộc tỉnh Sarthe trong vùng Pays-de-la-Loire phía tây bắc nước Pháp. Xã này có diện tích 14,39 km2, dân số năm 2006 là 248 người.